# ガッキーブック
『ガッキーブック』（GACKY BOOK）は、2004年4月1日に新潮社から発行された新垣結衣の初の写真集である。

## 概要
新垣結衣が当時専属モデルとして所属していた女子中学生向けファッション雑誌『ニコラ』の企画によるもので、同誌2004年4月号の増刊号という扱いで出版された。同誌から特定モデルだけを扱った増刊号が出たのは後にも先にも『ガッキーブック』のみで、当時表紙起用回数が最多だった新垣の人気を表している。また、『ニコラ』の増刊号もこれ以外に出たことがない。
形式としてはムックタイプの本で、価格は本体933円であった（当時の『ニコラ』本誌は390円）。2006年にポッキーのCMで新垣結衣がアイドルとしてブレイクしてからはオークションなどで10000円以上の値段で落札されることがある。
なお、この本にはパスワードが含まれており、ニコラ公式サイト「ニコラネット」でこのパスワードを入力すると限定動画を観ることができた。パスワード入力ページは2004年9月30日で閉鎖され、現在は観られない。

## 類似例
『ニコラ』が特定ニコモを扱った冊子を製作した例は『ガッキーブック』のほかに2回ある。しかし、いずれも公式な増刊号ではない。
- 虎南有香 - 2003年4月、所属事務所の自費出版でCD付きムック『まるごとコナンちゃんBOOK』が発売された。新潮社刊ではないが、ニコラ編集部が企画に関わっている[要出典]。
- 岡本玲 - 『ニコラ』2006年8月号に付録として『大スキ♥レイ©BOOK]』という名の小冊子が付属した。
- 西内まりや - 2009年10月、自信がイメージモデルを務めるブランド「Lindsay」とコラボレーションし、『西内まりや×LindsayブランドおしゃれBOOK』がnicola特別編集として発売された。ただし、あくまでもLindsayとコラボレーションしたムックの本のため、西内まりやを扱った増刊号というわけではない。
- 川口春奈 - 2010年10月、自信がイメージモデルを務めるブランド「レピピアルマリオ」とコラボレーションし、『川口春奈×repipi ar marioブランドおしゃれBOOK」がnicola特別編集として発売された。ただし、西内と同じく、あくまでもレピピアルマリオとコラボレーションしたムック本のため、川口春奈を扱った増刊号というわけではない。

## その他
- 表紙は新垣結衣の単独写真である。これは新垣結衣にとっては単独5回目（非単独もあわせて12回目）の『ニコラ』表紙登場にあたる。
- ムックなので裏表紙は広告になっており、グンゼ「ピエクレール」の全面広告が掲載されている。中央は新垣結衣だが、左はピチモの佐藤栞里、右はニコモの奈良岡由紀で、この3人は当時ピエクレール・イメージガールの「ピエモ」であった。